# Škoda Rapid (2011)
Pour les articles homonymes, voir Škoda Rapid.
 (décembre 2018).
La Škoda Rapid est une automobile produite par Škoda Auto depuis 2011. Il s'agit de la troisième utilisation du nom "Rapid" depuis 1935. Réservée au marché indien,  c'est une cousine de la Volkswagen Vento vendue en Inde depuis 2011, déclinée uniquement en berline 4 portes. Ce modèle est basé sur la Fabia II.